# Caisse des règlements pécuniaires des avocats
La caisse autonome des règlements pécuniaires des avocats, ou CARPA, est un organisme intra-professionnel de sécurisation des opérations de maniements de fonds réalisées par les avocats pour le compte de leurs clients. Ces caisses interviennent également dans la rémunération des avocats pour l'aide juridictionnelle et les autres aides à l'intervention de l'avocat.

## Rôle et fonctionnement
Une CARPA est un organisme, organisé en association loi de 1901 ou de droit local pour les départements du Bas-Rhin, du Haut-Rhin et de la Moselle, et rattaché à un barreau ou à plusieurs barreaux, gérant les comptes correspondants aux règlements pécuniaires des avocats.  
En 2008, il y avait en France (y compris Dom-Tom) 150 CARPA pour 182 barreaux.
Au 1er janvier 2015, compte tenu des regroupements permis par  l'article 53-9° de la loi du 31 décembre 1971, il y a 130 Carpa pour 164 barreaux.
Le compte CARPA (Caisse Autonome des règlements pécuniaires des avocats) est un compte obligatoire sur lequel doivent être enregistrés les sommes reçues par l'avocat dans le cadre de son activité professionnelle. Tout maniement de fonds réalisé par un avocat, hors opération de fiducie, est déposé en un sous-compte affaire spécifique ouvert au sein de son compte ouvert dans les livres de la CARPA.
La CARPA de Paris, par exemple, voit ainsi transiter par ses comptes plusieurs milliards d'euros par an, celle-ci est installée depuis 2020 dans la Maison de l'ordre des avocats à Paris.
L'organisme du ministère de l'Économie et des Finances, chargé de la lutte contre le blanchiment d'argent, le TRACFIN (Traitement du Renseignement et Action contre les Circuits FINanciers clandestins), a souligné à ce titre la vigilance à apporter au fonctionnement des CARPA, critiquant implicitement la transparence encore insuffisante de ces caisses.
L'obligation pour un avocat d’enregistrer les opérations financières liées à son activité professionnelle sur un sous-compte de la CARPA à laquelle il est rattaché a été pourtant une évolution importante par rapport aux pratiques antérieures. Elle participe à un premier niveau de lutte contre le blanchiment de l'argent. Ces fonds servent également à l'autorégulation financière de la profession. Le client sait que les fonds qu'il remet à son avocat sont enregistrés sur un compte individualisé ouvert au nom de son affaire dans la comptabilité de la CARPA pour un délai qui permet le contrôle de l'opération et qui garantit le paiement irrévocable au profit du bénéficiaire. Ce délai permet par ailleurs de générer des produits financiers dont l'utilisation est encadrée par l'article 235-1 du décret du 27 novembre 1991. Ces produits financiers servent notamment comme variable d'ajustement à la rémunération des avocats pour l'aide juridictionnelle.

## Aide à l'accès à la justice
Outre les gains de trésorerie sur les fonds qui transitent par ses comptes, une CARPA reçoit une dotation financière de l’État qui permet de régler les différentes indemnisations dues aux avocats, intervenus au titre de l'aide juridictionnelle, de la garde à vue, de la retenue douanière, de la retenue étranger, de la médiation et de la composition pénales ou de l'assistance aux détenus (loi n° 91-647 du 10 juillet 1991 et décrets d'application).
Les CARPA ont fait l'objet d'une enquête de la Cour des comptes en 2008, à la demande de Jean Arthuis, président de la Commission des finances au Sénat. Dans la conclusion de cette enquête, la Cour des comptes émet des propositions techniques pour améliorer la traçabilité des mouvements financiers passant par ces caisses. Elle relève également les interrogations qui subsistent sur le financement de l'aide juridictionnelle, et met en exergue des engagements du ministère de la Justice qui pourraient rester insuffisants sur ce volet.
Depuis, de nouvelles règlementations, par exemple sur la garde à vue, ont accentué encore la nécessité des dotations de l’État pour permettre aux avocats d'apporter pleinement l'aide au droit et à la justice attendue d'eux. Ce sujet du financement pérenne de l'aide juridictionnelle a conduit ainsi, en juillet 2014, des avocats de Bordeaux à assigner en référé l’État au  paiement d’une provision correspondant à la dotation perçue en 2013 par la CARPA du Sud-Ouest pour financer l’aide juridictionnelle. Sur le fond, ces avocats exigent aussi la garantie plus forte d'un financement public de toute nouvelle mission éligible à l’aide juridictionnelle imaginée par le législateur.

### Webographie
- « Loi no 91-647 du 10 juillet 1991 relative à l'aide juridique », sur Legifrance.
- « La gestion et l'efficacité des CARPA. Rapport de la Cour des comptes », sur le site de la Cour des comptes.